# Rivière Pointe aux Chênes
Pour les articles homonymes, voir Chêne (homonymie).
La rivière Pointe aux Chênes (en anglais :Pointe aux Chenes River) est un cours d'eau qui coule dans le comté de Mackinac situé dans la péninsule supérieure du Michigan aux États-Unis.

## Géographie
La rivière Pointe aux Chênes est un cours d'eau qui coule à l'intérieur du comté de Mackinac, essentiellement sur le territoire de la commune de Saint-Ignace située dans l’État américain du Michigan. Le cours d'eau prend sa source depuis le lac Round Lake puis se dirige vers le Sud et se jette dans le lac Michigan au fond de la baie de la Pointe aux Chênes (Pointe aux Chenes Bay). Son cours mesure approximativement 10 km de long. 

## Histoire
La rivière et la baie furent reconnues par l'explorateur français Étienne Brûlé et le père Jacques Marquette au début du XVIIe siècle. Elles doivent leur toponymie aux trappeurs et coureurs des bois français et Canadiens français qui arpentèrent ensuite le Pays des Illinois à l'époque de la Nouvelle-France et de la Louisiane française.